# Альдо Олів'єрі
Альдо Олів'єрі (італ. Aldo Olivieri; 2 жовтня 1910, Верона — 5 квітня 2001, Камайоре) — колишній італійський футболіст, воротар. По завершенні ігрової кар'єри — футбольний тренер.
Як гравець насамперед відомий виступами за клуби «Верона» та «Торіно», а також національну збірну Італії.
У складі збірної — чемпіон світу. 

## Клубна кар'єра
Вихованець футбольної школи клубу «Аудаче Сан Мікеле».
У дорослому футболі дебютував 1929 року виступами за команду клубу «Верона», в якій провів п'ять сезонів, взявши участь у 96 матчах чемпіонату.
Згодом з 1933 по 1938 рік грав у складі команд клубів «Падова» та «Луккезе-Лібертас».
Своєю грою за останню команду привернув увагу представників тренерського штабу клубу «Торіно», до складу якого приєднався 1938 року. Відіграв за туринську команду наступні чотири сезони своєї ігрової кар'єри. Більшість часу, проведеного у складі «Торіно», був основним голкіпером команди.
Завершив професійну ігрову кар'єру у клубі «Брешія», за команду якого виступав протягом 1942—1943 років.

## Виступи за збірну
1936 року дебютував в офіційних матчах у складі національної збірної Італії. Протягом кар'єри у національній команді, яка тривала 5 років, провів у формі головної команди країни 24 матчі. У складі збірної був учасником чемпіонату світу 1938 року у Франції, здобувши того року титул чемпіона світу.

## Кар'єра тренера
Розпочав тренерську кар'єру, повернувшись до футболу після невеликої перерви, 1950 року, очоливши тренерський штаб клубу «Інтернаціонале», в якому пропрацював два сезони.
Надалі також впродовж нетривалих періодів часу очолював команди клубів «Удінезе», «Ювентус» та «Трієстина».
Останнім місцем тренерської роботи був клуб «Казертана», команду якого Альдо Олів'єрі очолював як головний тренер до 1968 року.

## Титули та досягнення
- Чемпіон світу (1):

1938